# Árbol del Tule

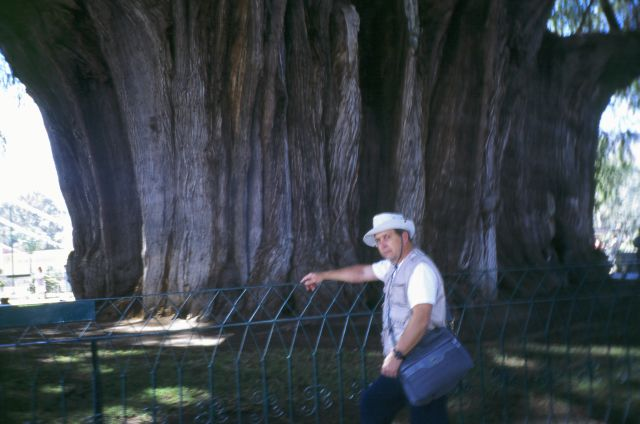
Árvore de Tule

A Árvore de Santa María del Tule está localizada no município de Santa María del Tule, próximo à cidade de Oaxaca de Juárez, no estado de Oaxaca, no México.
Com a idade estimada em mais de dois mil anos, esta árvore é uma das maiores do mundo. É conhecido como Ahuehuete, cipreste mexicano, cipreste de Moctezuma, El Gigante, El Árbol del Tule ou El Sabino del Tule. Ahuehuete é uma palavra  da língua náhuatl que significa "árbol viejo del agua", pois costuma crescer em lugares pantanosos. Sua denominação técnica é Taxodium mucronatum, da Família Taxodiacea, do gênero Taxodium. Seu tronco tem 58 m de circunferência e 14 m de diâmetro. A sua altura é de 42 m, o seu volume estimado é de 817 m3 e estima-se o peso em 636 t.
Sobre sua origem, existe uma lenda em que um certo Rey Condoy, homem de grande força física e invencível, que dominava os elevados de Zempoaltépetl, na Serra Mixe, encaminhou-se para Mitla para construir seu palácio, pois havia rumores que um outro rei ia construir uma grande cidade no mesmo lugar. Como trabalhava durante a noite, o canto noturno de um galo o assustou e fez com que suspendesse seu trabalho. Até hoje a crença popular é que esses palácios não concluídos são, agora, as ruínas de Mitla. Quando Condoy saiu de Mitla e foi para Oaxaca, sentiu-se muito cansado e, ao passar pelo lugar chamado Tule, decidiu sentar-se e descansar; cravou no solo seu bastão de comando, que pesava 62 kg, e este começou a brotar. Foi assim que Condoy plantou a maior árvore do mundo e, no dia em que esta secar, Condoy também morrerá. Para os Mixes, Condoy ainda vive e reside na parte alta da Sierra Madre Oriental.
No tronco, existem nódulos lenhosos que formam figuras de animais, onde podem ser vistas as figuras de um crocodilo, urso, elefante, lebre, esquilo, patos e de outros animais.

## Galeria de Fotos

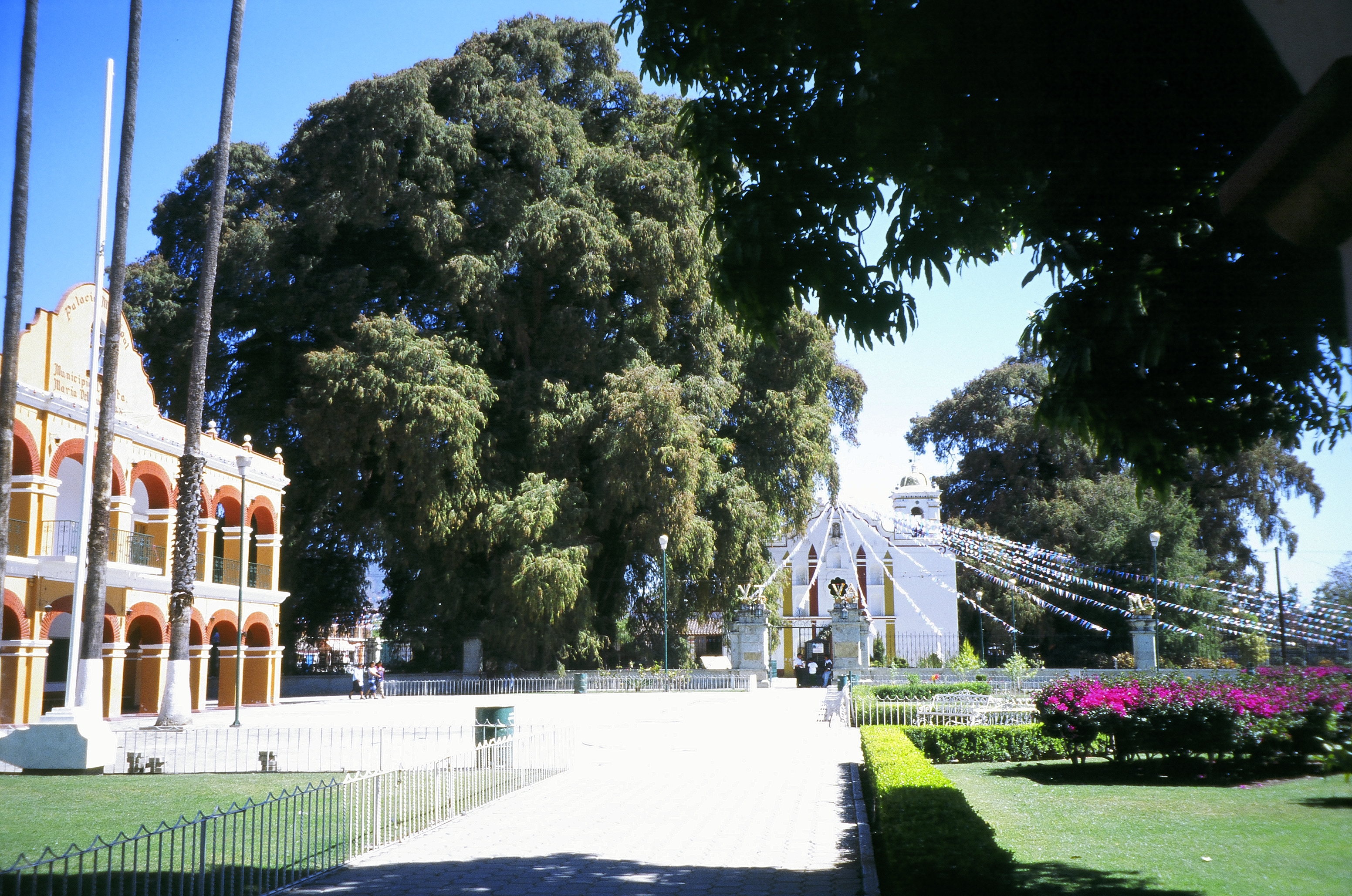
Prefeitura e a Árvore
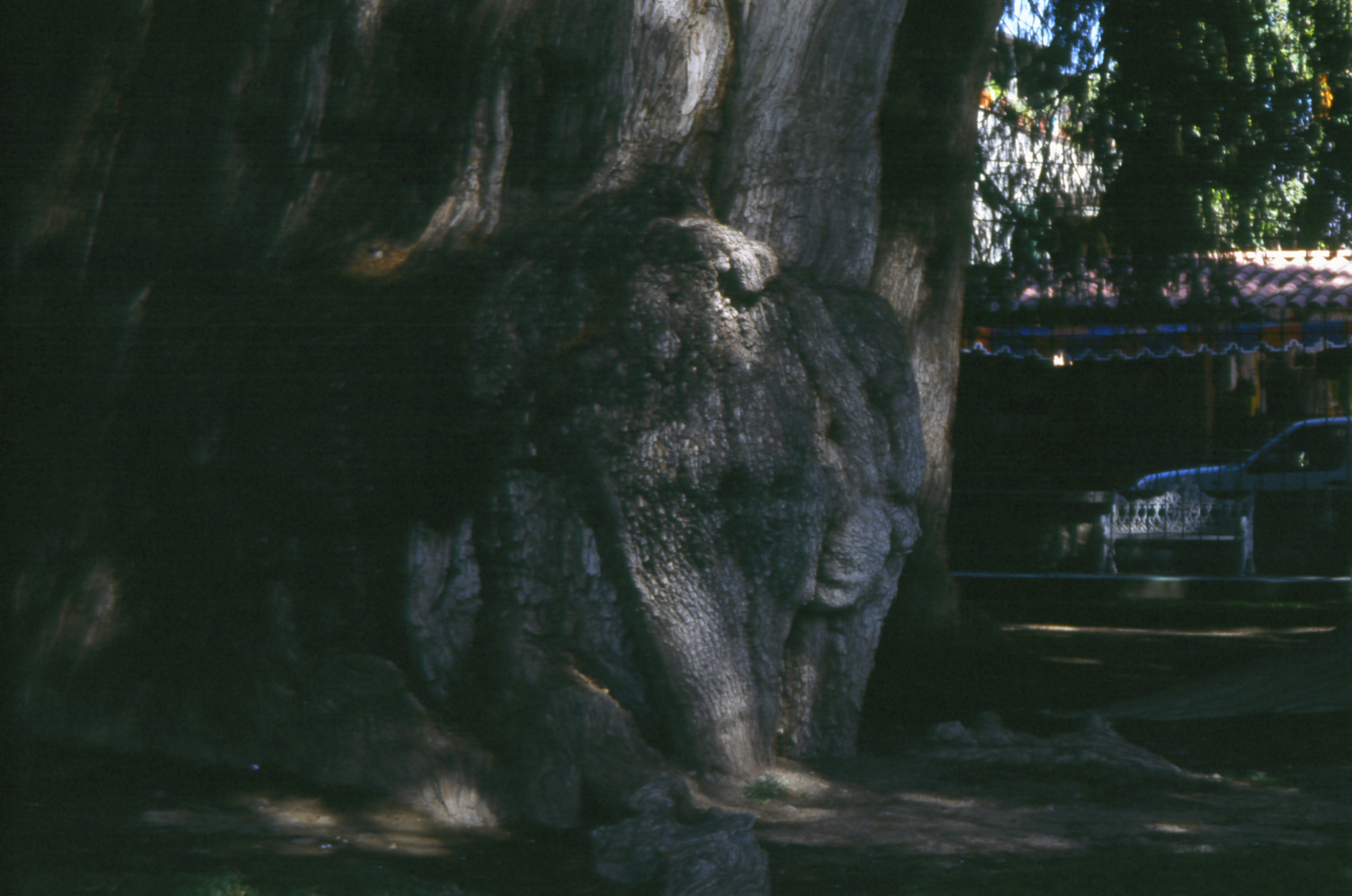
Figura de Urso
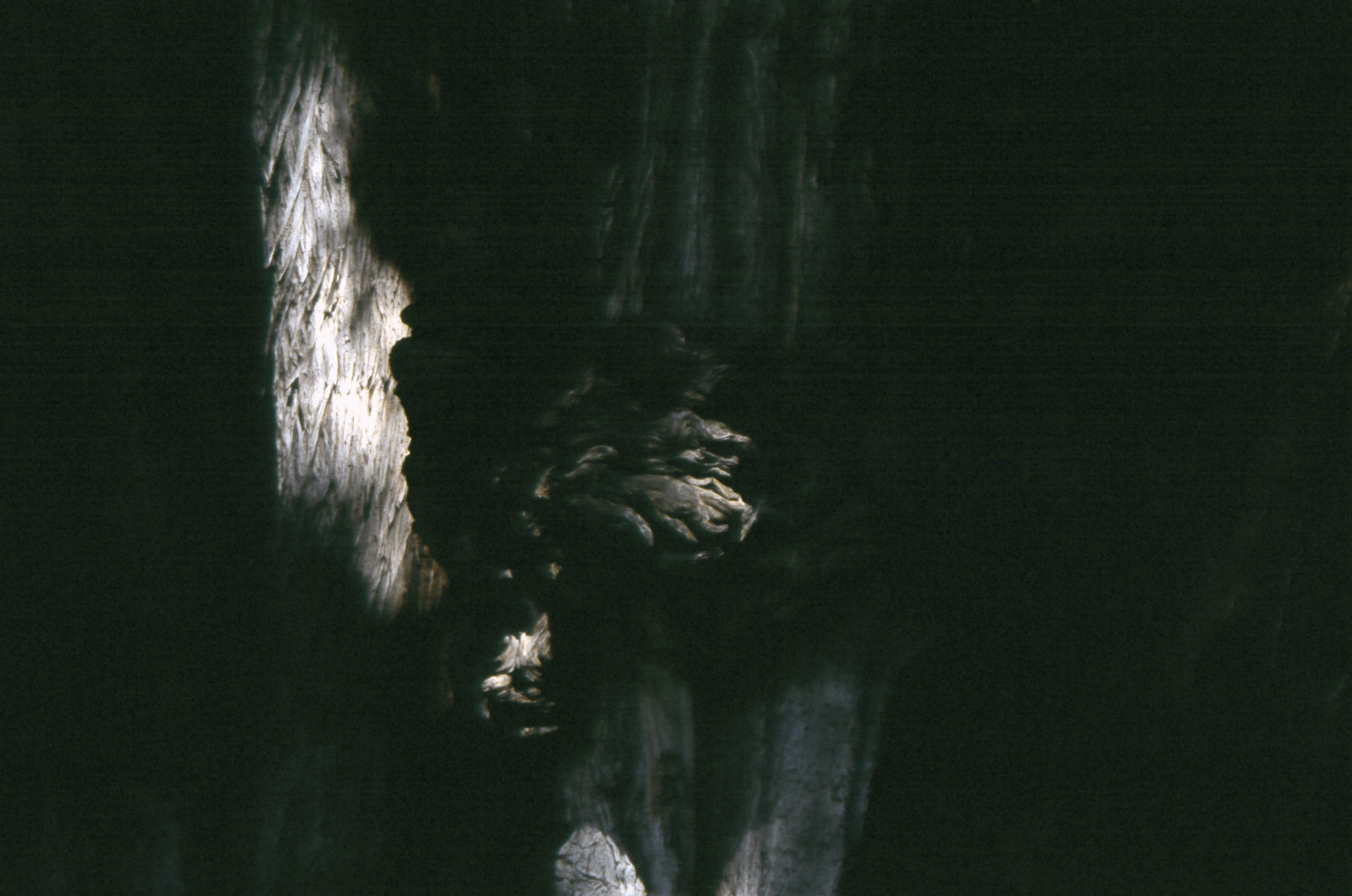
Figura de Gorila
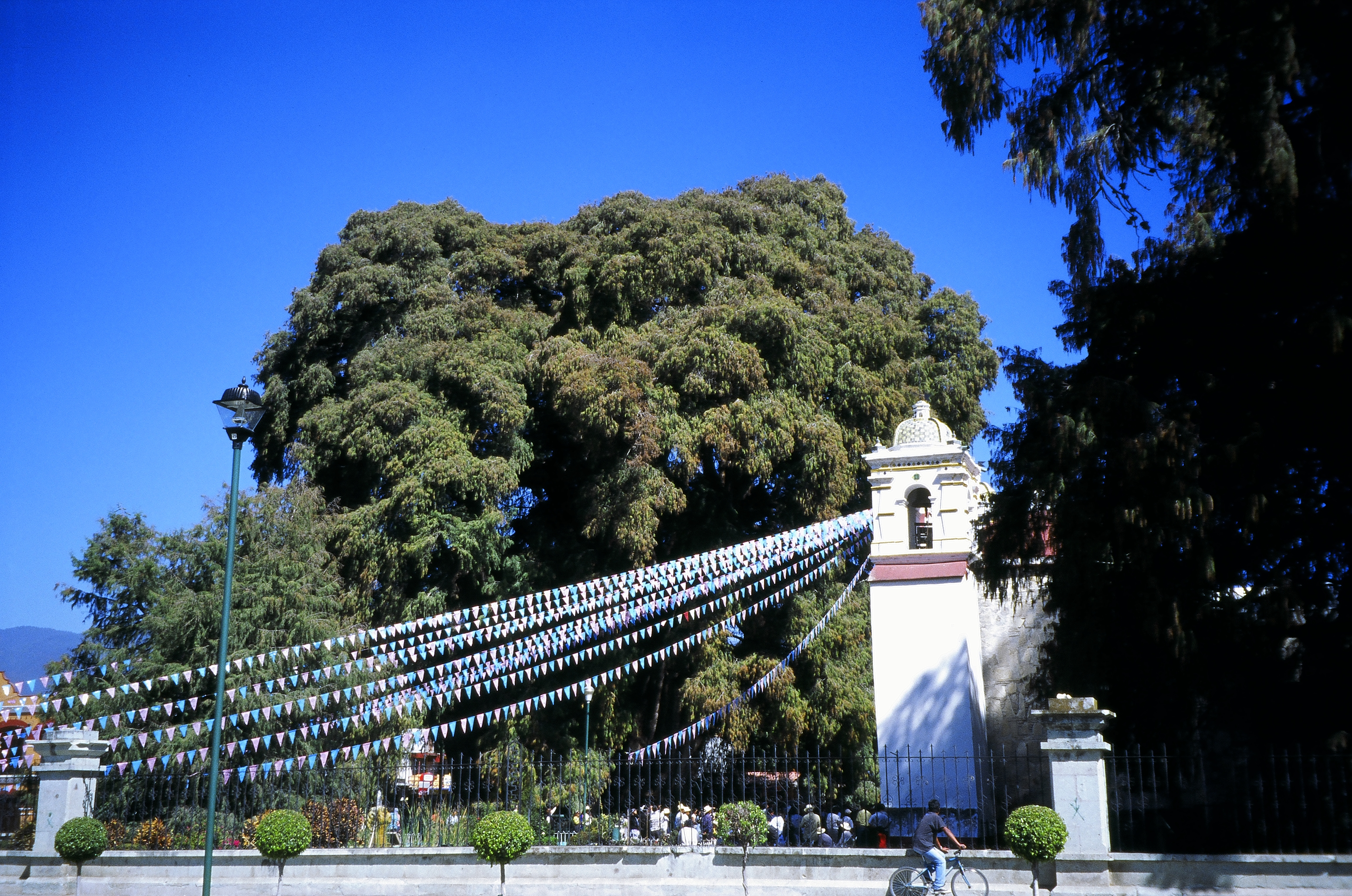
Árvore del Tule
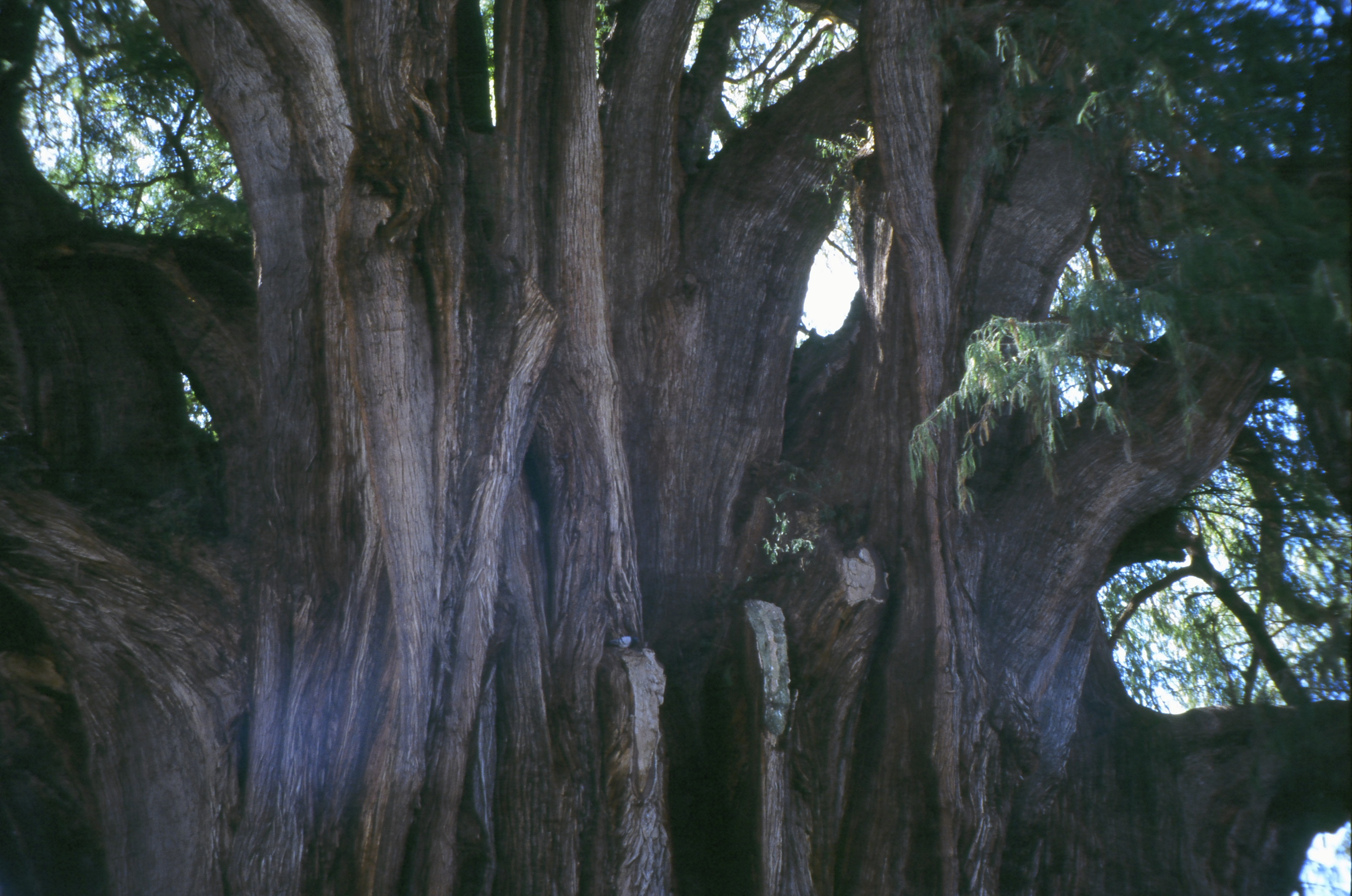
Ramos da Árvore
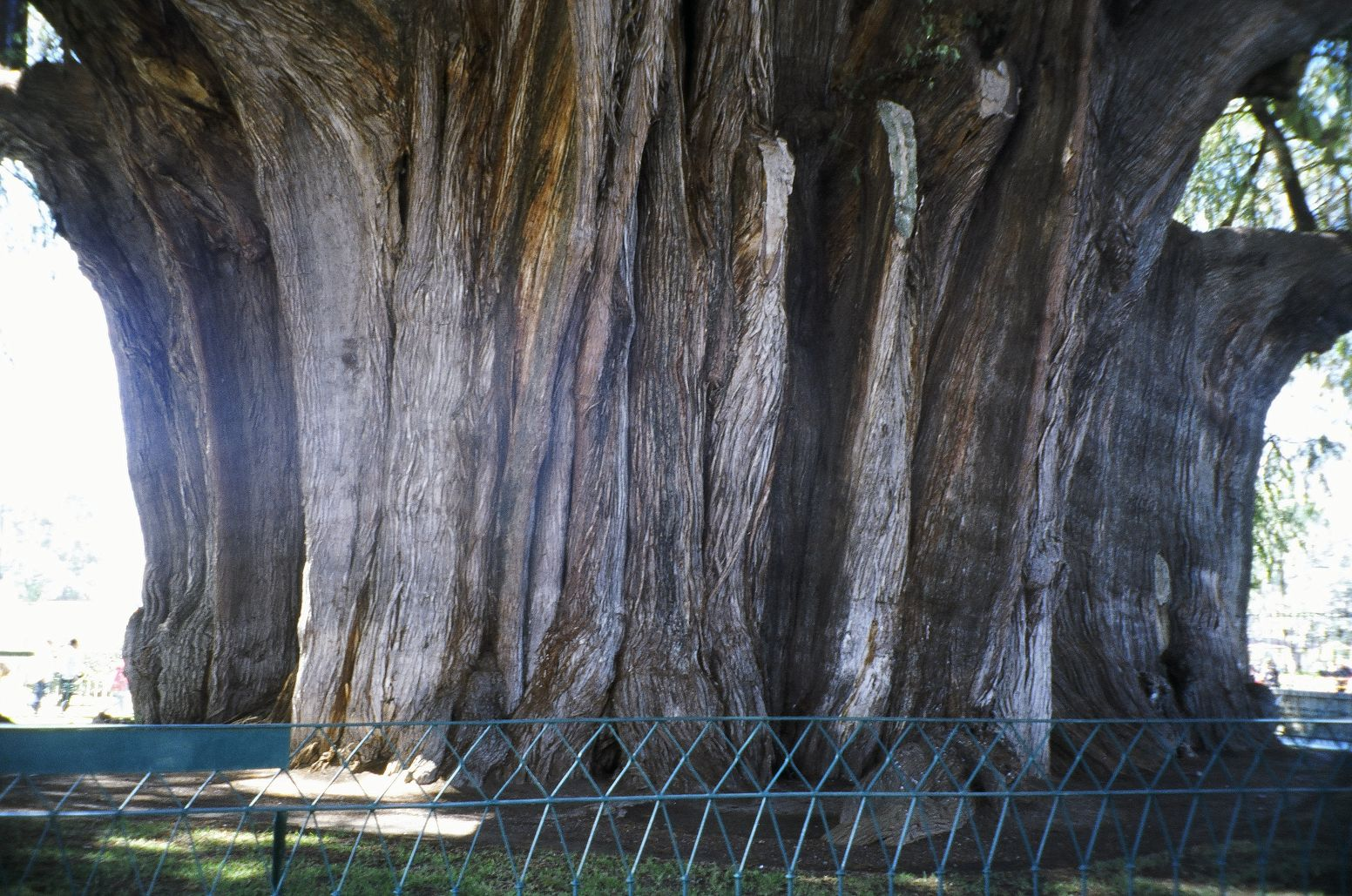
Tronco